# Рабаса, Эмилио
Хосе Эмилио Рабаса Эстебанель (исп. José Emilio Rabasa Estebanell; 1856—1930) — мексиканский литератор-прозаик (в том числе под псевдонимом Санчо Поло), политик, правовед и дипломат.

## Писатель
В историю мексиканской литературы вошел как автор четырёх романов, воссоздающих панораму социально-политической жизни Мексики на рубеже XIX—XX веков. В романе «Заговор» описывается попытка военного мятежа в одном из провинциальных городов; в романе «Высокая наука» разоблачается деятельность правящей элиты; сюжет романа «Четвертая власть» посвящён разоблачению прессы как средства манипулирования общественным мнением; в романе «Фальшивая монета» критике автора подвергаются все сферы мексиканской жизни. Рабаса стал первым зрелым прозаиком-реалистом Мексики. Творчество Рабасы во многом опирается на традицию костумбризма, оно испытало влияние испанской прозы того времени. Сатиричность и масштабность сближает тетралогию Рабасы с произведениями основоположника мексиканского романа Х. Х. Фернандеса де Лисарди.

## Политик
С 1891 по 1894 год занимал должность губернатора штата Чьяпас. Кроме того, избирался сенатором Республики. Прподавал конституционное право сперва в Национальной школе юриспруденции, а затем в Свободной школе права, соучредителем которой выступил в 1912 году и ректором которой был накануне своей смерти с 1929 года.
Участвовал в качестве представителя Мексики (от имени В. Уэрты) в мирной конференции в Ниагара-Фолс. Последующие шесть лет провёл в Нью-Йорке